# Technical Physics Letters
Technical Physics Letters is een wetenschappelijk tijdschrift op het gebied van de natuurkunde. Het publiceert vertalingen uit het Russisch van artikelen die oorspronkelijk zijn verschenen in het Pis'ma V Zhurnal Tekhnicheskoi Fiziki (Russisch tijdschrift voor toegepaste natuurkunde).
Het wordt uitgegeven door Springer Science+Business Media.